# Daniel Neves (criminoso)
Daniel José Pereira Neves (Vila Franca de Xira, 16 de outubro de 1997) é um criminoso português. Foi o responsável pelo assassinato de um rapaz de apenas 14 anos, Filipe Diogo. Daniel também cumpriu pena por roubo e tráfico de droga durante a adolescência.

## Biografia
Daniel Neves, nascido em 16 de outubro de 1997. entrou no mundo do crime aos 10 anos de idade, sendo internado na Comissão de Proteção de Crianças e Jovens (CPCJ) após a morte do pai. Daniel passou por vários institutos de acolhimento social devido ao comportamento problemático que deu incapacidade de ser criado pela sua mãe, devido também ao facto de ter mais dois filhos. Usava drogas e a dada altura começou a traficar. Com isso, não demorou muito tempo para denegrir a sua imagem perante os habitantes da região. Já foi também confirmado que Daniel assaltou e destruiu casas e que foi a julgamento pelos crimes de dano e furto qualificados. 
Aos 15 anos de idade, enquanto frequentava a escola secundária de Salvaterra de Magos, Daniel foi detido pelas autoridades por roubar um computador da escola e traficar droga. Foi julgado e condenado a 2 anos e meio de prisão no Centro Educativo Navarro da Paiva em S. Domingos de Benfica, sendo libertado em agosto de 2014.
De novo à liberdade, começou a frequentar a Escola profissional de Salvaterra de Magos com dupla certificação, escolhendo eletrónica. Mas após o 1º período, Daniel quase não foi mais às aulas. Foi nesse período de tempo que conheceu Filipe Diogo, de 14 anos, e a ambas as mães já estavam a par dessa relação. Daniel assassinou Filipe em 11 de maio de 2015, com uma barra de ferro e escondeu o corpo na arrecadação de um prédio, e no final da semana foi encontrado. Daniel confessou o crime e os motivos, que foram motivados pelo valor do telemóvel e nos ténis do rapaz, para pagar uma dívida de 300 euros. E ainda por cima, quando a mãe de Filipe apresentou queixa às autoridades para encontrarem o rapaz, Daniel tentou atrapalhar as investigações. O acontecimento do assassinato recebeu atenção da região e do país. Nas redes sociais, o perfil de Daniel encheu-se de comentários conflituosos de pessoas que souberam dos seus crimes. Em 2016, foi condenado a 17 anos e meio de prisão no Centro Prisional de Leiria.. Em julho de 2022, Daniel ameaçou e agrediu um guarda no Estabelecimento Prisional de Sintra com estaladores e mordidas. O prisioneiro exigia uma transferência para Monsanto. É também uma semana antes dessa notícia que a página de Facebook do Daniel deixa de estar disponível 
Ainda continua prevista a saída de Daniel Neves do estabelecimento prisional na casa dos 30 anos de idade, mas devido ao assassinato e à idade atingida será difícil receber uma profissão ou qualquer tipo de compensação financeira.

## Má influencia e companhia
Daniel Neves, apesar de ter sofrido com a morte de alguns parentes, era odiado, maltratado, ignorado e desprezado por muita gente desde a infância, incluíndo pela sua própria mãe, piorando ainda mais quando se começou a rebelar por felicidade na adolescencia. A análise clínica confirmou que Daniel já sofria de transtorno bipolar devido aos abusos sofridos e à morte do seu próprio pai. Outros resultados confirmaram a má formação e desinteresse entre os adultos na educação, como na supervisão ou na proteção de Daniel Neves. 
A advogada de Daniel Neves descreveu em algumas entrevistas, incluíndo uma no "Sexta às 9" da RTP1 que "Daniel não é um monstro, mas não terá 25 anos quando sair em liberdade".

## Curiosidades
- A naturalidade e a data de nascimento de Daniel Neves foi revelada através de um documento apresentado numa reportagem da TVI.
- Daniel ficou órfão de pai aos 10 anos. Mas antes do seu pai morrer de ataque cardíaco disse a Daniel que "tu qualquer dia matas-me de coração, rapaz" devido aos disparates que arranjava.